# Luis Mazzotti Galindo
Luis Mazzotti Galindo (Lerdo, Durango, México, 12 de enero de 1900 - Ciudad de México, 24 de octubre de 1971) fue un reconocido médico mejicano especializado en el estudio de dolencias y enfermedades asociadas a ambientes rurales de México.Realizó amplias investigaciones en parasitología, escorpionismo y enfermedades tropicales. También tuvo un rol muy activo en tareas de prevención y tratamiento de enfermedades como la viruela, la malaria, la fiebre amarilla, el dengue, la enfermedad de Chagas y la peste en México.

## Biografía
Luis Mazzotti nació en el año 1900 en la ciudad de Lerdo, estado de Durango, México. Realizó sus primeros estudios en su ciudad natal y, posteriormente, los de medicina en la Universidad Nacional Autónoma de México.Realizó sus prácticas profesionales en el Hospital Juárez y se graduó como médico cirujano en 1925.Lideró la primera campaña de vacunación contra la viruela en la Sierra Tarahumara del estado de Chihuahua. Entre 1926 y 1927, ocupó el puesto de Jefe del Servicio Antilarvario en Pánuco, Veracruz, donde combatió la malaria, la fiebre amarilla y el Aedes aegypti, y efectuó trabajos de prevención de la peste.En los diez años siguientes fue Delegado Sanitario en Reynosa, Tamaulipas y, posteriormente, Jefe de la Oficina de Supervisión de la Secretaría de Salubridad y Asistencia. En 1935 obtuvo el título de máster en salud pública (Master of Public Health) en la  Universidad Johns Hopkins, Baltimore, Estados Unidos.En 1937 adquirió el Diploma de Medicina Tropical en la Universidad de Liverpool, Inglaterra.
En 1937 cumplió una misión de la Sociedad de las Naciones, de estudio de la higiene rural en Hungría y Checoslovaquia. El mismo año fue Delegado de México ante la Oficina Internacional de Higiene en París, y experto en higiene rural en la Sociedad de las Naciones en Ginebra.Entre 1939 y 1964 fue Jefe del Laboratorio de Helmintología del Instituto de Salubridad y Enfermedades Tropicales. 
En 1941 el gobierno de México lo comisionó para estudiar las enfermedades tropicales en América del Sur y las Antillas y nuevamente en 1946 para hacer los mismos estudios en África.
EN 1951 recibió una beca de la Organización Mundial de la Salud para hacer estudios de parasitología en París, Londres y Edimhurgo y en 1983 realizó estudios de especialización en la Universidad Johns Hopkins y en la Universidad de Liverpool en helmintología.
En 1959 ocupó el cargo de director general de Institutos y Laboratorios de la Secretaría de Salubridad y Asistencia, cargo que finalizó en 1965, año en que se retiró por jubilación.
Durante su vida, Luis Mazzotti perteneció a numerosas sociedades médicas y fue miembro correspondiente de varias sociedades extranjeras. Fue laureado por la Academia Nacional de Medicina de París; miembro de los Comités de Expertos en Parasitología General y en Oncocercosis, de la Organización Mundial de la Salud, desde 1952 hasta 1971. Representó a México como Delegado Permanente en la Asociación Internacional de Hidatología; fue Profesor de Parasitología en la Escuela de Postgraduados de la Universidad Nacional Autónoma de México de 1947 a 1950; y Socio Titular de la Academia Nacional de Medicina de México.

## Producción científica
Su producción escrita sumó173 trabajos sobre parasitología, higiene y biología del alacrán aplicada a la protección de las habitaciones, que se publicaron en revistas mexicanas y extranjeras. En ellos se encuentran aportaciones valiosas para la parasitología médica, destacándose sus trabajos sobre la enfermedad de Chagas y sus trasmisores los triatomas. 
En 1937 describió la infección natural del parásito Trypanosoma en insectos del género Triatoma, en varias áreas de México, entre ellas Jalisco y posteriormente observó la infección por parte de este parásito en otros géneros y especies de vinchucas como Triatoma pallidipennis, Triatoma dimidiata, Rodnius prolixus y Triatoma rubida. Asimismo, estudió la distribución geográfica de los insectos triatominos en México.En 1940, describió una nueve especie de triatomino de la Isla de Cozumel, Triatoma hegneri. Ese mismo año, documentó los primeros casos reconocidos oficialmente de enfermedad de Chagas agudos en México.
Además de sus aportes en la enfermedad de Chagas,  Luis Mazzotti describió un método nuevo para el diagnóstico de la oncocercosis. El Dr. Mazzotti observó que, al administrar la dietilcarbamazina (hetrazán) por vía oral, se intensificaba la migración epidérmica y la lisis medicamentosa rápida de las microfilarias, con formación intradérmica de microabscesos eosinofílicos alrededor de las microfilarias. Así, definió un método para la diagnosis de la oncocercosis que la Organización Mundial de la Salud designó con el nombre de "Reacción de Mazzotti".
En los últimos años se dedicó a investigar el problema de la protección de las casas contra la entrada de alacranes y preconizó medidas de defensa mecánica utilizando una faja de azulejos alrededor de las mismas.

## Premios y distinciones
- Medalla al Mérito Sanitario, en 1959, por la Sociedad Mexicana de Higiene.[2][4]
- Medalla Eduardo Liceaga, en 1960, otorgada por el presidente de México.[2][4]
- Medalla al Mérito en Salud Pública, por la Secretaría de Salubridad y Asistencia.[2][4]
- Premio Internacional de Parasitología Emile Brumpt, en 1970, por la Facultad de Medicina de la Universidad de París.[2][4]
- Emeritus Fellowship, 1971, por la American Academy of Microbiology. Esta distinción se recibió en su hogar el 15 de noviembre de 1971, tres semanas después de su deceso.[2][4]

Una especie de triatomino fue nombrada en su honor: Triatoma mazzotti.